# Holsten-Brauerei
 (avril 2021).
Si vous disposez d'ouvrages ou d'articles de référence ou si vous connaissez des sites web de qualité traitant du thème abordé ici, merci de compléter l'article en donnant les références utiles à sa vérifiabilité et en les liant à la section « Notes et références ».
La Holsten-Brauerei est une brasserie à Altona, un arrondissement de Hambourg.

## Histoire

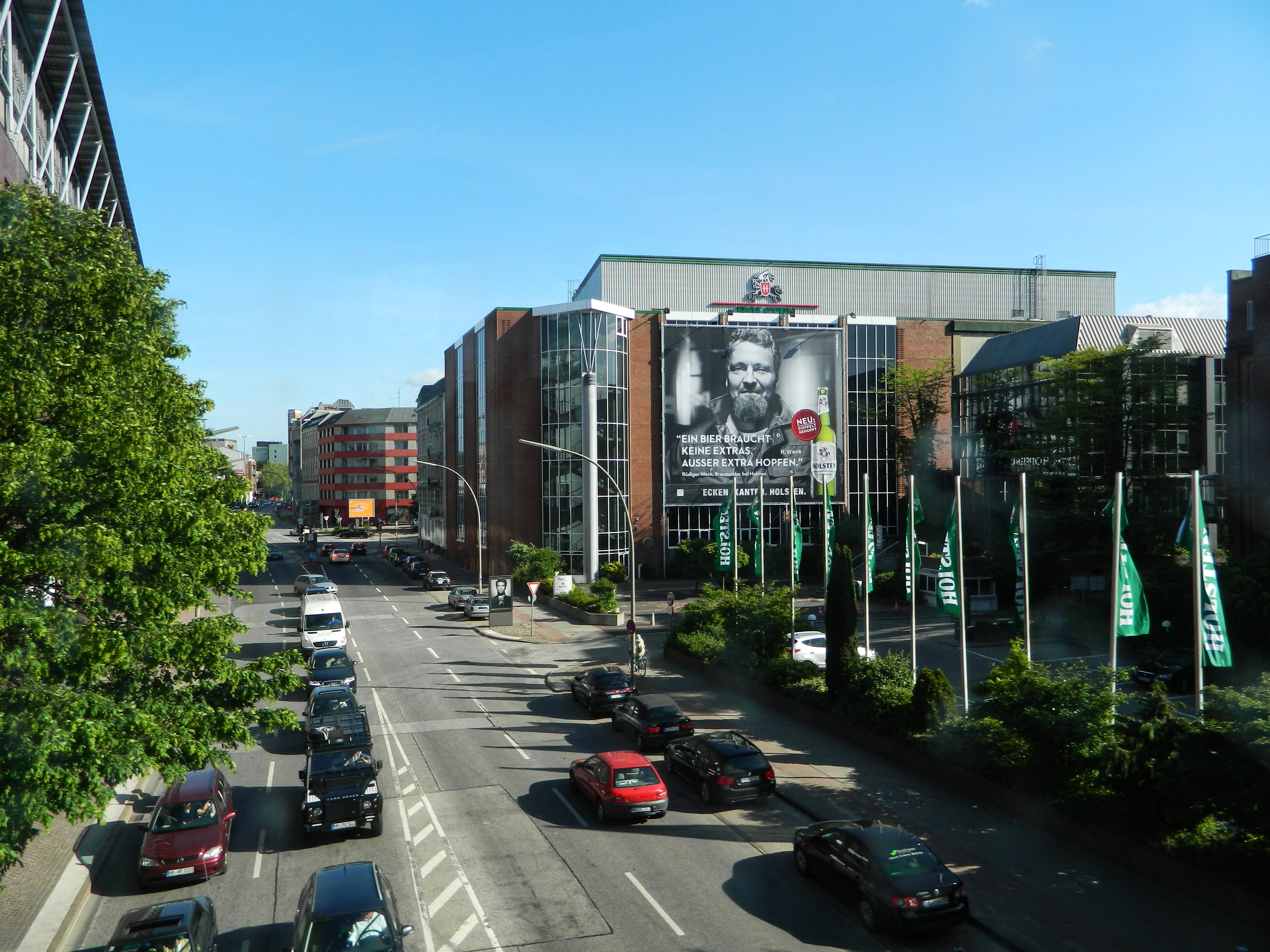
La brasserie Holsten à Hamburg-Altona

Environ un an après l'assemblée constitutive du 24 mai 1879, la production démarre. La première dégustation de bière Holsten a lieu le 6 mai 1880. Un chevalier sur un cheval sert de marque de logo à Holsten. Pendant les 25 premières années, la bière Holsten est distribuée principalement sur le marché local (Altona et Hambourg) et devient vite le premier producteur de bière dans la région de Hambourg. En 1881 Holsten commence avec l'exportation de bière et construit en 1903 à Wandsworth près de Londres une succursale appelée The Holsten Brewery Ltd.
Holsten consolide sa position sur le marché local et poursuit son expansion au niveau régional par l'acquisition d'autres brasseries de 1909 à 1924.
Pendant la Seconde Guerre mondiale, les trois sites de production de Hambourg, Neumünster et Kiel sont en grande partie détruits puis reconstruits après la guerre dans le cadre d'une modernisation fondamentale. En 1952, Holsten présente la bière dans une canette comme une innovation innovante. En 1954, Holsten acquiert une participation majoritaire dans la brasserie C. Dressler de Bremen Germania et se trouve ainsi non seulement dans les régions du Schleswig-Holstein et de Hambourg, mais aussi en Basse-Saxe et à Brême.
Les acquisitions réalisées des années 1970 aux années 2000 sont une tentative de maintenir l'indépendance sur les marchés nationaux et internationaux, compte tenu des énormes processus de concentration dans ce secteur. Cependant tous ses choix ne s'avèrent pas judicieux. Malgré les avertissements de nombreux actionnaires, le conseil d'administration de Holsten déclare que les ventes de bières dans des canettes et des bouteilles de PET continueraient d'augmenter malgré l'introduction prévisible de l'engagement pour les emballages jetables (2003) et même d'augmenter la capacité d'embouteillage correspondante. Cette stratégie d'entreprise échoue : en 2004, Holsten-Brauerei AG devient une filiale de Carlsberg. Dans la perspective de la reprise de la Bitburger Brauerei, cette dernière avait accepté de revendre la participation dans Licher Privatbrauerei et la brasserie König. En outre, les actions Holsten restantes en spéculation sont acquises en 2005 (un squeeze-out, vente obligatoire autorisée par la loi sur les sociétés par actions). En 2005, Holsten-Brauerei AG reprend l'activité de vente de boissons en gros de Göttsche Getränke à Hambourg.
En 2006, la Landskron Brau-Manufaktur est vendue. En 2009, Holsten vend la brasserie de Brunswick à Oettinger. En janvier 2011, Holsten vend la brasserie de Dresde à Frankfurter Brauhaus, y compris tous les droits sur la marque Feldschlößchen. Holsten n'a plus que deux implantations en Allemagne (Hambourg et Lübz) et vend huit marques (Holsten, Carlsberg, Astra, Duckstein, Lübzer, Grenzquell, Moravia et Lüneburger).

## Production
- Holsten Pilsener (alc. 4,8 % vol.)
- Holsten alkoholfrei
- Holsten Export (alc. 5,2 % vol.)
- Holsten Radler (alc. 2,5 % vol.)
- Holsten Extra Herb (alc. 5,0 % vol.)
- Holsten Edel (alc. 4,9 % vol.)
- Holsten Brauwelt Pale Ale (alc. 5,9 % vol.)
- Holsten Brauwelt Märzen (alc. 5,5 % vol.)
- Holsten Brauwelt Rotklinker Brown Ale (alc. 6,1 % vol.)
- Astra Urtyp (alc. 4,9 % vol.)
- Astra Rotlicht (alc. 6,0 % vol.)
- Astra Kiezmische (alc. 2,5 % vol.)
- Astra Rakete (alc. 5,9 % vol.)
- Grenzquell Pilsner (alc. 4,9 % vol.)
- Lüneburger Pilsener (alc. 4,9 % vol.)
- Moravia Pils (alc. 4,9 % vol.)